# Eugenia indica
Eugenia indica là một loài thực vật thuộc họ Myrtaceae. Đây là loài đặc hữu của Ấn Độ.